# Sainte-Magnance
Sainte-Magnance – miejscowość i gmina we Francji, w regionie Burgundia-Franche-Comté, w departamencie Yonne.
Według danych na rok 1990 gminę zamieszkiwało 325 osób, a gęstość zaludnienia wynosiła 17 osób/km² (wśród 2044 gmin Burgundii Sainte-Magnance plasuje się na 592. miejscu pod względem liczby ludności, natomiast pod względem powierzchni na miejscu 480.).